# Ергела Зобнатица
Ергела Зобнатица је најстарија и једна од четири највеће ергеле у Србији. Основана је 1779. године и некада је била најпрестижнија ергела и станиште најтрофејнијих грла бивше државе Југославије. Налази се у оквиру пољопривредно-туристичког комплекса Зобнатица, око 5 км северно од Бачке Тополе.

## Име ергеле
Само име Зобнатица потиче од речи „зобница“, што је платнена торба из које се хране коњи, а ова од речи "зоб", како се другачије зове овас - житарица која се некада најчешће користила у исхрани коња.

## Историја
Традиција узгоја коња у Војводини непрекидно траје стотинама година. Као идеална локација за узгој коња Зобнатица је позната близу 500 година.
За само насеље се зна пар векова уназад, али први писани записи потичу из времена царице Марије Терезије која је овај посед поклонила, за војне заслуге, Шимону Војнићу (или према другим изворима, Бели војнићу), који се сматра и оснивачем ергеле. Ергела Зобнатица званично постоји од 1779. године. Власници у атару Зобнатице су се мањали. Један од првих је био Балинт Терлеи, којег је наследио његов син, Ђула Терлеи, подигавши 1882. године Каштел. Поред дворца на имању је изградио низ пратећих објеката (бирошких кућа, економских зграда, штала). Ђула Терлеи се бавио узгајањем коња и пољопривредом, као и већина великашких породица у Војводини. У периоду између два рата власник Зобнатице је био Јулије Лелбах. У време Социјалистичке Федеративне Републике Југославије ергела је била у државном власништву, а данас је у саставу АД “Зобнатица”, које је од 2014. године у власништву арапског инвеститора.

## Ергела данас
Осим узгајивачнице и штала у оквиру ергеле налази се и ковачница за израду потковица. Хиподром се простире на 32 хектара, а у његовом саставу налазе се галопска и касачка стаза, као и паркур за препонаше и мањеж намењен за зимску обуку коња.
- Трибине хиподрома
- Ресторан поред хиподрома
- Унутрашњост мањежа у Зобнатици
- Један од неколико падока на ергели

- Штале за коње
- Унутрашњост штала
- Простор за вежбање поред штала
- Уређена вртна површина испред штала

### Коњи у ергели
Ергела има око 100 коња и њихов број се стално увећава. Углавном су то енглеских пунокрвних коња, намењених за такмичење, а двадесетак грла су врхунски галопери. Један део су полукрвни коњи, који се користе за туристичко јахање и вожњу кочијама.
Током више од двеста година кроз ергелу су прошли многа шампионка грла међу којима су најпознатији имена Јадран II, Казановa, Авелин, Генерал Житкo, Проспектор, Алвин и многих других шампиона који су чувени печат З носили на многим хиподромима и увек се враћали са ловорикама око врата. О њиховим делима и људима који су их волели и од њих стварали шампионе говоре многобројни пехари који се чувају у Музеју коњарства који се такође налази у оквиру комплекса у Зобнатици. Људи су искористили јединствену природу у Бачкој равници где су створили праву рај за љубитеље коњичког спорта.
- Најпознатије грло Зобнатице је легендарни Јадран II, чија статуа стоји на улазу у АД “Зобнатицу”. Рођен је 1943. године, а своје највеће трке трчао је после Другог светског рата, све до 1970. године. Запамћен је као освајач трипле круне.
- Казанова је још један чувени коњ. Рођен је 1963. године, а на домаћим и страним хиподримима побеђивао је седамдесетих година. То је најтрофејније грло Зобнатице. Од 33 трке у 30 је био победник. Иза себе је оставио преко 170 потомака, а његов споменик се налази у самој ергели.

## Туристичка понуда
Зобнатица је комплекс који се састоји од повртарске, сточарске производње, језера и рибњака. Туристички део обухвата хотел „Јадран”, категорисан са четири, и депанданс смештен у Каштелу, са три звездице. Најлепши део комплекса чине ергела расних коња и предивно Зобнатичко језеро.
У оквиру комплекса се налази и Музеј коњарства, изграђен у облику потковице, јединствен у Србији и један од ретких у региону, посвећен искључиво коњима и коњичком спорту.
Сваке друге недеље у септембру на хиподрому ергеле одржавају се чувене Зобнатичке коњичке игре.